# Bygdøy kirke
Bygdøy kirke ligger på halvön Bygdøy i västra delen av Oslo i Norge.

## Kyrkobyggnaden
Ett tidigare träkapell uppfördes år 1876 och brann ned år 1958. Nuvarande kyrka i betong uppfördes efter ritningar av arkitekt Finn Bryn och invigdes år 1968.
Kyrkans västra kortsida har koppardörrar med reliefer av Ørnulf Bast. I kyrkorummet finns sittplatser för omkring 200 personer.

## Inventarier
- Predikstolen och dopfunten är tillverkade efter ritningar av kyrkans arkitekt.
- Altaret är en glasmosaik utförd år 1994 av Veslemøy Nystedt Stoltenberg.
- Orgeln med 15 stämmor är byggd av J.H. Jørgensen.